# 3190 Aposanszkij
A 3190 Aposhanskij (ideiglenes jelöléssel 1978 SR6) a Naprendszer kisbolygóövében található aszteroida. Ljudmila Vasziljevna Zsuravljova fedezte fel 1978. szeptember 26-án.